# Caldicot Castle
Caldicot Castle är ett slott i Storbritannien.   Det ligger i kommunen Monmouthshire och riksdelen Wales, i den södra delen av landet, 180 km väster om huvudstaden London. Caldicot Castle ligger 12 meter över havet.
Terrängen runt Caldicot Castle är platt åt sydost, men åt nordväst är den kuperad. Havet är nära Caldicot Castle åt sydost. Runt Caldicot Castle är det tätbefolkat, med 476 invånare per kvadratkilometer. Närmaste större samhälle är Bristol, 18,3 km sydost om Caldicot Castle. 